# هاردتکنو
هاردتکنو یکی از زیرسبک های موسیقی تکنو است که در دههٔ ۲۰۰۰ از ادغام موسیقی شرانز و هاردکور تکنو پدید آمد.